# Senantes (Oise)
 Senantes  es una comuna y población de Francia, en la región de Picardía, departamento de Oise, en el distrito de Beauvais y cantón de Songeons.
Su población en el censo de 1999 era de 576 habitantes.
Está integrada en la Communauté de communes de la Picardie Verte .

## Demografía
| 359 | 445 | 411 | 400 | 508 | 576 |
| Para los censos de 1962 a 1999 la población legal corresponde a la población sin duplicidades (Fuente: INSEE [Consultar]) |     |     |     |     |     |

- Datos: Q1165255
- Multimedia: Senantes (Oise) / Q1165255

1. ↑  Worldpostalcodes.org, código postal n.º 60650.
2. ↑  INSEE, Datos de población para el año 2012 de Senantes (en francés).